# Grnčara
Grnčara (cyr. Грнчара) – wieś w Serbii, w okręgu maczwańskim, w mieście Loznica. W 2011 roku liczyła 588 mieszkańców.